# Schwarzach (Áustria)
Schwarzach é um município da Áustria, situado no distrito de Bregenz, no estado de Vorarlberg. Tem 4,91 km² de área e sua população em 2019 foi estimada em 3.927 habitantes.